# Keams Canyon
Keams Canyon (hopi: Pongsikya o Pongsikvi; navajo: Lókʼaaʼdeeshjin) è un census-designated place degli Stati Uniti d'America, nella Contea di Navajo nello Stato dell'Arizona. Ha una popolazione di 260 abitanti secondo il censimento del 2000. Secondo lo United States Census Bureau ha un'area totale di 24,1 km².

## Geografia fisica
Keams Canyon si trova nell'Arizona nord-orientale all'interno del territorio della riserva indiana Hopi. È il più orientale dei villaggi abitati dagli Hopi. È collegato dalla Statale 264 dell'Arizona, e si trova fra First Mesa e Jeddito.
Il nome del villaggio deriva da quello di Thomas Varker Keam che vi stabilì un posto di scambio commerciale (Trading post) nel 1875.
a Keams Canyon ha sede l'agenzia indiana della riserva Hopi.